# Nokia N80 Internet Edition
Nokia N80 Internet Edition là "hậu duệ" của chiếc điện thoại lừng danh N80, N80 Internet Edition được Nokia tung ra nhằm đánh vào thị hiếu những người tiêu dùng yêu thích kết nối Internet mà không muốn bó buộc mình vào chiếc máy tính cá nhân hàng giờ liền. Có thể xem N80 như một máy tính di động bỏ túi với cấu hình mạnh vào thời điểm 2006.

## Tổng quan
Vào tháng 4/2006, Nokia đã tung ra thị trường mẫu smartphone mới của mình là N80 Internet Edition, máy thuộc phân khúc cao cấp và nằm trong dòng N-series của hãng.
Nokia N80 Internet Edition là chú dế đầu tiên trên thị trường được Nokia tích hợp Wireless (WIFI), chính nhờ có Wifi được tích hợp sẵn trong máy mà bạn có thể dễ dàng "lướt web" mọi nơi, ngay cả những nơi xa nhất.
Về khả năng truyền tải dữ liệu, máy có thể liên kết với bất cứ thiết bị nào hiện có trên thị trường, nhờ vào những tính năng tối tân như: WIFI (chuẩn 802,11g), 3G, EDGE, GPRS, Hồng ngoại, USB và kết nối không dây Bluetooth.
Camera của N80 Internet Edition có độ phân giải là 3.2mpx, cho kích thước ảnh tối đa là 2048x1536 pixels. Ngoài tính năng chụp ảnh và quay video, máy còn có nhiều tùy chọn cho người dùng như: Đèn Flash, Cân bằng trắng, tự động chụp. Cùng với camera trước đạt độ phân giải VGA (0.3mpx) dành cho cuộc gọi thấy hình- ở mạng 3G.
N80 Internet Edition có bộ nhớ trong khá lớn (60MB), máy còn hỗ trợ thẻ ngoài MicroSD tối đa 2GB. Ngoài ra, máy còn có 64MB RAM.
N80 Internet Edition chạy trên nền hệ điều hành Symbian OS v9.1, Series 60 v3.0, cấu hình CPU của máy khá mạnh là Dual ARM 9 220 MHz processor

## Tính năng
Máy có thể chạy được trên 4 băng tần GSM 2G(850/900/1800/1900) và 1 băng tần 3G (UMTS 2100). Riêng phiên bản cho nước Mỹ có thể chạy trên 1 băng tần 3G khác là UMTS 1900.
Kích thước máy: 95 x 50 x 26 mm
Trọng lượng: 134g
Kích thước màn hình: 352 x 416pixels, 35x41mm, 2.1 inches
Loại màn hình: TFT, hiển thị tối đa 256.144 màu
Điểm nổi trội: Nghe nhạc đa định dạng (MP3/WMA/AAC/eAAC/MIDI/WAV), xem video bằng RealOne Player đa định dạng (3GPP/MPEG4/H.264), nghe FM Radio, lướt web mọi nơi.
Thời gian đàm thoại: 3h
Thời gian chờ: 192h
Pin: Li-Ion 850mAh (BL-5B)